# Мышкино (Могилёвская область)
Мышкино (бел. Мышкіна) — деревня в Мстиславском районе Могилёвской области Белоруссии. Входит в состав Мазоловского сельсовета.

## География
Деревня находится в северо-восточной части Могилёвской области, в пределах Оршанско-Могилёвской равнины, вблизи истока реки Молотовни, на расстоянии примерно 5 километров (по прямой) к юго-западу от Мстиславля, административного центра района. Абсолютная высота — 188 метров над уровнем моря.

## История
В конце XVIII века деревня входила в состав Мстиславского воеводства Великого княжества Литовского.
Согласно «Списку населенных мест Могилёвской губернии» 1910 года издания населённый пункт входил в состав Пироговского сельского общества Казимирово-Слободской волости Мстиславского уезда Могилёвской губернии. В деревне имелось 23 двора и проживало 184 человека (98 мужчин и 86 женщин).

## Население
По данным переписи 2009 года, в деревне проживало 42 человека.